# Daniel Matthias Heinrich Mohr
Daniel Matthias Heinrich Mohr, född den 8 april 1780, död den 26 augusti 1808, var en botanist från Schleswig-Holstein.
Mohr började sin bana som elev till Johann Christian Fabricius i Kiel och Heinrich Adolf Schrader i Göttingen mot slutet av 1700-talet. 
Han blev extra ordinarie professor i zoologi och botanik vid Kiels universitet. Hans forskning behandlade huvudsakligen alger och bryofyter. 
Han namngav många växtarter (ofta tillsammans med sin kollega Friedrich Weber) och var bland de första som systematiserade alger utifrån deras reproduktion.
Auktorsnamnet D.Mohr kan användas för Daniel Matthias Heinrich Mohr i samband med ett vetenskapligt namn inom botaniken; se Wikipediaartiklar som länkar till auktorsnamnet.